# Siiransaari (ö i Norra Österbotten, Oulunkaari, lat 65,35, long 27,30)
Siiransaari är en ö i Finland.   Den ligger i kommunen Pudasjärvi i den ekonomiska regionen  Oulunkaari  och landskapet Norra Österbotten, i den centrala delen av landet, 600 km norr om huvudstaden Helsingfors. Siiransaari ligger i sjön Jongunjärvi.